# イオアムネット・キンテロ
イオアムネット・キンテロ・アルバレス（Ioamnet Quintero Alvarez , 1972年9月8日 - ）はキューバのハバナ出身の走高跳選手。1992年バルセロナオリンピックでの走高跳競技に参加して銅メダルを獲得した。1993年にドイツのシュトゥットガルトで開催された世界陸上選手権では優勝している。

## 自己ベスト
- 屋外　2.00m(1993年8月17日)
- 室内　2.01m(1993年3月5日)